# Аквафреска, Роберт
Роберт Аквафреска (итал. Robert Acquafresca; 11 сентября 1987, Турин, Италия) — итальянский футболист, нападающий.

## Карьера

### Клубная
Роберт Аквафреска родился в Турине. Свои первые шаги на футбольном поле сделал в местной молодёжной одноименной команде из Альпиньяно (провинция Турина). В возрасте девяти лет он присоединился к «Торино». В своем последнем сезоне за молодёжную команду в «Примавере» 2004/05 сыграл четырнадцать матчей и забил два гола.
Летом 2005 года Аквафреска перешёл в миланский «Интернационале», который сразу отдал его в аренду «Тревизо» вместе с 50% прав на него. Летом 2007 года Кальяри обменял Давида Суасо на 50% прав на Аквафреску. Летом 2008 года «Интер» выкупил права на игрока и отдал его в аренду «Кальяри», за который Роберт провёл 36 матчей в Серии А и забил 14 голов, поделив седьмое место в списке бомбардиров сезона с футболистами «Палермо» Микколи и Кавани. Летом 2009 года Аквафреска оказался в «Дженоа», получившей игрока как часть компенсации за переход Диего Милито в «Интер». Тогда же Роберт был отдан в аренду клубу «Аталанта».
19 июля 2011 года перешёл в «Болонью» на правах годичной аренды с возможным правом выкупа.

### Международная
Мать Роберта — полька, а отец — итальянец. В связи с этим он рассматривал возможность выступления за сборную Польши, однако принял решение играть за Италию. За молодёжную сборную Италии Аквафреска дебютировал 1 июня 2007 года в квалификационном матче против Албании.